# Wojciech Maciejewski (ekonomista)
Wojciech Marian Maciejewski (ur. 1940) – polski ekonomista, profesor nauk ekonomicznych.

## Życiorys
W 1971 r. obronił pracę doktorską, w 1976 r. habilitował się. W 1990 r. uzyskał tytuł profesora nauk ekonomicznych. Został pracownikiem naukowym na Uniwersytecie Warszawskim, oraz w Szkole Wyższej im. Bogdana Jańskiego w Warszawie.
Był członkiem Komitetu Statystyki i Ekonometrii PAN.